# NGC 783
NGC 783 è una galassia a spirale situata nella costellazione del Triangolo, a una distanza di circa 237 milioni di anni luce dalla nostra Via Lattea.

## Scoperta
La galassia è stata scoperta il 27 ottobre 1834 dall'astronomo francese Édouard Stephan. Negli 1890 fu poi riosservata dall'astronomo statunitense Edward Barnard e successivamente inserita nell'Index Catalogue con la designazione IC 1765.

## Descrizione
NGC 783 ha una classe di luminosità III e presenta una larga riga a 21 cm dell'idrogeno neutro. Viene considerata un incubatoio stellare, perché è sede di una intensa attività di formazione stellare. Il nucleo di NGC 783 è molto luminoso nell'ultravioletto. La galassia è iscritta nel catalogo di Markarian con il codice Mrk 1171 (MK 1171).

## Gruppo di NGC 777
NGC 783 fa parte del Gruppo di NGC 777. Questo gruppo comprende almeno 13 galassie, tra cui NGC 750, NGC 751, NGC 761, NGC 777, NGC 785 e NGC 789.

## Buco nero supermassiccio
In base alla luminosità della banda K dell'infrarosso vicino del bulbo galattico di NGC 783, il buco nero supermassiccio che si ritiene sia presente al centro della galassia, dovrebbe avere una massa di 107,6 masse solari (circa 40 milioni di masse solari).

## Supernova
Il 14 agosto 2004, all'interno di NGC 783 è stata scoperta la supernova SN 2004fz in modo indipendente dagli astronomi amatoriali britannici Tom Boles e Ron Arbour. La supernova è stata classificata di tipo Ia.